# Ribadeo
Ribadeo és un municipi costaner de la província de Lugo, a Galícia. Pertany a la comarca d'A Mariña Oriental. Està situat en l'extrem nord-oriental de Galícia, en el límit amb el Principat d'Astúries.

## Geografia
El municipi de Ribadeo té aproximadament la forma d'un quadrat de 10x10 km, limitant al nord amb el Mar Cantàbric, a l'est amb la Ria de Ribadeo (a l'altre costat de la qual es troba Castropol, a Astúries), a l'oest amb el municipi de Barreiros i al sud amb el de Trabada, i compta amb un altre nucli urbà: Rinlo, a més de molts altres llogarets.

### Parròquies de Ribadeo
| - Arante (San Pedro) - Cedofeita (Santa María Madanela) - Couxela (Santiago) - Cubelas (San Vicente) - A Devesa (Santalla) - Ove (San Xoán) - Piñeira (San Xoán) - Ribadeo (Santa María) - Rinlo (San Pedro) - Vilausende (Santalla) - Vilaframil (San Lourenzo) - Vilaselán (Santa María) |

### Demografia
La població urbana dintre de la parròquia ronda els 6.000 hab., no obstant això l'aglomeració urbana inclou llogarets i barris que s'escampen per les parròquies circumdants arribant fins als 8.000 hab. Tots aquestes dades queden desfasats doncs la població ribadenca és estacional, ja que se sap que actualment, encara que el cens supera per poc els 10.000 hab., viuen de fet més de 13.000 hab., doblant la xifra a l'estiu. Ribadeo és juntament amb altres quatre municipis de la província de Lugo un dels únics que incrementen el seu padró. En aquest cas, va passar a tenir 212 hab. més de 2005 a 2006, sent el tercer de la província que més va créixer després de Burela i la capital provincial.
La bona situació i el gran futur que li espera a Ribadeo amb l'arribada d'importants infraestructures (ampliació del port, engegada de l'Autovia del Cantàbric…) converteixen a la vila en un clar punt d'atracció demogràfic de bona part de la Mariña Oriental i especialment de l'occident asturià.

## Història

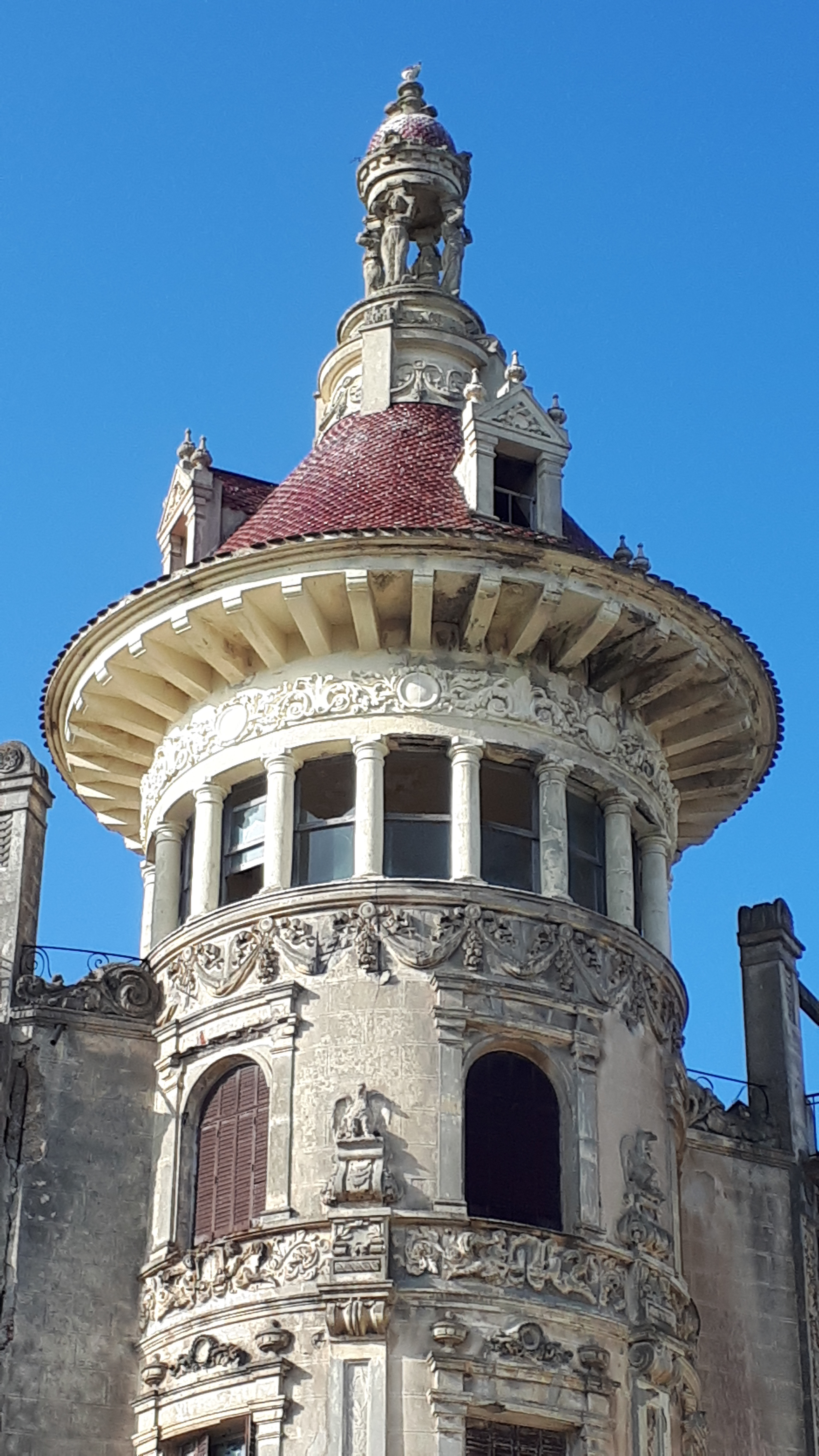
Torre dos Moreno (1915).

El poble es va formar a partir d'un nucli primitiu en les dàrsenes de Porcillán i Cabaniñas, en la riba de la ria, per a posteriorment anar creixent cap amunt. Va tenir una muralla de la qual encara es conserven algunes restes. L'escut de la vila ho formen unes ones de mar sobre les quals es troben una clau d'or en posició inclinada i una estrella de plata. La clau simbolitza la seva condició d'entrada a Galícia, i l'estrella la seva situació septentrional. Fins a finals del segle xvii l'escut mancava d'estrella i la clau es trobava en posició vertical. Així pot veure's en la capella de la Virxe do Camiño, en pedra de 1699, temps en el qual el ja era antic. Destaca en el poble la "Torre dos Moreno", una casa d'indià que actualment (2006) es troba en rehabilitació.
També compta amb diverses capelles, una església parroquial advocada a Santa María do Campo, i algunes cases blasonades en la part vella.

## Economia
Un dels principals sectors econòmics del municipi és el comerç, que està experimentant un notable creixement en els últims anys. Això, juntament amb la seva privilegiada situació geogràfica, fa de Ribadeo el centre comercial d'una extensa àrea astur-galaica que té un mercat directe de més de 60.000 hab., englobant localitats com Tapia de Casariego, Foz, etc. Actualment, la localitat compta amb un centre comercial obert i diverses àrees comercials finalitzades i en projecte. A més, ja tenen presència en la vila importants cadenes tèxtils com Inditex, Spanditex, Benetton, etc. L'estructura comercial és de vital importància en la província, i és més pròpia d'una ciutat que d'un cap de comarca, vista la seva influència en els municipis propers d'Astúries i Galícia.
Compta amb un port pesquer i altre comercial (en ampliació), l'únic d'importància entre Ferrol i Avilés, amb un volum de mercaderies en augment cada any. Quant al sector turístic, Ribadeo ha incrementat la seva oferta en les últimes dècades, orientada a un turisme de qualitat que deixa importants inversions en el municipi, si bé emmalalteix d'excessiva temporalitat (estiu principalment)

## Llocs d'interès
A la meitat occidental de la seva costa cantàbrica trobem diverses platges, petites i escarpades, entre les quals hi ha la platja d'As Catedrais (o d'Augas Santas), lloc de gran afluència turística i que deu el seu nom a les formes esculpides per l'erosió marina en el penya-segat.

## Fill il·lustres
- Manuel Fernández Amor (1896-1978) músic i folklorista.